# Мелодійний дез-метал
Мелодійний дет-метал або Мелодійний дез-метал — піджанр дез-металу, різкий ритм і грубий вокал котрого було поєднано з виразною мелодійністю NWOBHM. Інколи його називають Гетеборг-метал, за містом в Швеції, де було сформовано мелодік дез. Також, значною мірою, характерною ознакою стилістики є велика кількість партій клавішних та гітарних соло.
Відлуння майбутнього стилю були чутні в роботах таких шведських дез-метал гуртів, як Desultory, Edge of Sanity і Hypocrisy.
Родоначальниками жанру деякі вважають англійський колектив з Ліверпуля Carcass з альбомом «Heartwork» (1993), а також Eucharist, Ceremonial Oath (альбом «Carpet»), In Flames, Dark Tranquillity, Edge of Sanity, At the Gates. У 1990-ті роки багато колективів, відомі тільки в андерграунді звучали не настільки мелодійно, швидше відносилися до стандартних рамок дез-металу. Такими були, наприклад, Ceremonial Oath, Septic Broiler, і відомий серед фанатів дезу альбом «The Red in the Sky Is Ours» At the Gates. Жанр назвали блек/дез, але незабаром деякі колективи (Unanimated, A Canorous Quintet, Gates of Ishtar) стали грати більш мелодійно.
До класики жанру відносять альбоми «The Jester Race» гурту In Flames, «The Gallery» у Dark Tranquillity і «Slaughter of the Soul» At the Gates.
На початку 2000-х певна кількість гуртів надали перевагу більш пом'якшеній за звучанням музиці. До класичної школи додано чистий вокал, ширше застосування скриму та тексти, присвячені нехарактерним для даного стилю темам.

## Шведська школа
Одними з перших у Швеції мелодійний дез почали виконувати такі колективи, як Eucharist (EP «Greeting Immortality», 1992), Excretion (демо «Behold The Light», 1991) і Unanimated (демо «Fire Storm», 1991).
Більшістю цінителів мелодійного дезу родоначальником стилю вважається легендарний колектив At the Gates, сформований з учасників гурту Grotesque, що починав з дум/дезу, і відомий своїм класичним альбомом «Slaughter of the Soul» (1995), на якому були представлені всі характерні риси шведського мелодік-дезу — близька до треш-металічного манера риффінга, мелодійні хеві-металеві соло, скрімінг як основний тип вокалу (хоча нерідко в стилі використовується трешевий хрип або дезовий гроулінг), акустичні програші.
Не варто забувати про гурт Ceremonial Oath, до складу якої входили учасники таких груп як In Flames і At the Gates. Ceremonial Oath, крім вийшовшого в 1993 році і має до мелодік-дезу мало відношення альбом «The Book of Truth», у червні-листопаді 1993 записали
2 демозаписи, на яких, незважаючи на невисоку якість запису і огріхи у грі музикантів, був представлений справжній мелодійний дез шведської школи. Одне демо містило 4 речі, де вокальні партії виконав Андерс Фріден (Dark Tranquillity, пізніше In Flames), друге складалося з трьох речей, на яких заспівав Томас Ліндберг (At the Gates). У 1995 році ці два демо були об'єднані в повнометражний альбом «Carpet» і випущені лейблом Black Sun Records.
Одним з отців стилю є гурт In Flames, після 2000-го кілька помінявши стиль в бік більшої «модерновості», за що отримала деяку порцію критики від фанатів своїх старих робіт.
Будучи одним з найстаріших гуртів жанру (з 1989 року) і почавши з досить близького до мелодік-блек матеріалу, Dark Tranquillity першими почали застосовувати електронні інструменти та фонові клавіші, завдяки яким і придбали своє легко впізнаване «синтетичне» звучання. Слід зазначити, що як і в мелодійному дез-металі фінської школи, в традиційному шведському нерідко можна почути клавішні, проте тут вони не грають роль соло інструменту, а скоріше забезпечують фонове звучання, надаючи музиці атмосферності.
Ці три гурти часто називають «Трьома королями» мелодійного дез-металу шведської школи.
Відомі представники: A Canorous Quintet, Ablaze My Sorrow, Amon Amarth, Arch Enemy, At the Gates, Avatar, Burden Of Grief, Ceremonial Oath, Dark Tranquillity, Dimension Zero, Edge of Sanity, Eucharist, Gates Of Ishtar, Gardenian, Without Grief, Hypocrisy, In Flames, Nightrage, Soilwork, The Absence , The Crown, The Duskfall, Unanimated.

## Фінська школа
Серед яскравих представників зокрема Swallow the Sun. Окремі оглядачі також відносять до стилю Children of Bodom, котрі в 1997 році схрестили на своєму дебютному альбомі «Something Wild» традиційний шведський спід-метал з неокласичним павер-металом та елементами блеку (проте, відомо, що фінський мультиінструменталіст і учасник Ensiferum Ярі Мяенпяа написав кілька пісень для свого майбутнього проэкту Wintersun ще в 1995—1996 рр. (демо «Immemorial»), що дозволяє віднести народження стилю до цього часу). Колективи «фінської школи» виділяються високою мелодійністю, присутністю неокласичних елементів і інтенсивним використанням клавішних, які часто виконують роль соло інструменту.
Відомі представники: Insomnium, Ensiferum,Before the Dawn, Blind Stare, Children of Bodom, Destroy Destroy Destroy, Eternal Tears of Sorrow, Imperanon, Kalmah, Mors Principium Est, Norther, Omnium Gatherum, Skyfire, Wintersun, Noumena.

## Сучасна сцена
У кінці 90-х років XX ст. багато гуртів жанру почали додавати більше мелодійних елементів у свою музику, більше грувових приспівів і рифів, більше чистого вокалу та частого використання електроніки. Багато сучасних колективів відійшли від текстів насильства і смерті, притаманних класичним колективам дез-металу. Це напрямок прозвали «модерн мелодік дез-металом».
Типові представники: Blinded Colony, Blood Stain Child (пізня творчість), Dethklok, Deadlock,
Diablo, Disarmonia Mundi, Engel, Ever Since, From Almost The End, Force of Element, Hatecraft, In Flames, Lords Of Decadence, Mendeed, Mercenary, Misery Inc., MyGrain, Naildown, Neptune, Solution .45, Scar Symmetry, Soilwork, Sonic Syndicate, Spaint, Tracedawn, Scythe's Blow, Made of Hate, Ceremonial Perfection, The Unguided.

### Вплив фолку
Існують колективи, що комбінують мелодік-дез з елементами фолк-металу. При цьому деякі поєднують шведський саунд з грою на традиційних народних інструментах (Eluveitie, Suidakra), інші ж вносять до мелодійності фінського мелодік-дезу народні мотиви (Falchion, Ensiferum, Wintersun).
Варто окремо відзначити відомий колектив Amon Amarth, що поєднує звучання класичного шведського мелодік-дезу з лірикою та іміджем в стилі вікінг-металу.